# Архиепископ српски Данило I
Данило I (XIII век), био је четврти архиепископ српски, од 1271. до 1272. године.
После смрти архиепископа Саве II 8. фебруара 1271. приступило се избору новог архиепископа. Изабран је Данило I. Међутим он се на трону задржао само око годину дана и потом је смењен.
Архиепископ Данило II записао је о свом претходнику Данилу I: „преузе светитељски престо Данило архиепископ, који је ради неког дела, као што и напред указасмо, био смењен таква престола“. Није познато какав је преступ био у питању и зашто је смењен.
За његовог наследника 1272. изабран је Јоаникије I.